# Dödliga klassiker
Dödliga klassiker är ett musikalbum som släpptes 16 september 2016 av musikgruppen Bob hund på CD, vinyl och digitalt. Skivan spelades in på Svenska grammofonstudion i Göteborg och producerades av Kalle Gustafsson Jerneholm och György Barocsai.

## Låtlista
| Nr  | Titel                       | Längd |
| --- | --------------------------- | ----- |
| 1.  | 1                           | 0:20  |
| 2.  | Underklassens clown         | 2:40  |
| 3.  | Brooklyn Salsa              | 3:38  |
| 4.  | Hjärtskärande rätt          | 3:40  |
| 5.  | Din piñata                  | 3:39  |
| 6.  | Inte 1 mm                   | 3:37  |
| 7.  | 2                           | 0:30  |
| 8.  | Rockabilligt                | 6:56  |
| 9.  | Blommor på brinnande fartyg | 4:41  |
| 10. | Hollywood Nästa             | 4:39  |
| 11. | After work-musik            | 3:56  |